# Korrespondenciaelv
A klasszikus fizika és a kvantumfizika közötti kapcsolatot Niels Bohr (1885–1962) Nobel-díjas dán fizikus fogalmazta meg az úgynevezett korrespondenciaelvben, mely szerint mindkét elmélet bizonyos körülmények között azonos eredményre vezet.
Nagy kvantumszámok esetén a kvantumfizika következtetéseinek és eredményeinek át kell menniük a klasszikus fizika megfelelő következtetéseibe és eredményeibe. Más szavakkal az elv azt mondja ki, hogy a klasszikus elmélet és az azt továbbfejlesztő elmélet között törvényszerű kapcsolatnak kell fennállnia.
Ha egy rendszer energiája nagy az egymás után következő energianívók különbségéhez képest, akkor a kvantumelmélet eredményei alig különböznek a klasszikus elmélet folytonos eredményeitől, vagyis megszűnik a kvantumosság. Az elv teljesülése belátható a H-atom sugárzása esetében.
Hasonló a helyzet a relativitáselmélet esetében is. Ha a sebesség jóval kisebb, mint a fénysebesség, akkor a speciális relativitáselmélet mechanikai összefüggései a newtoni mechanika összefüggéseibe mennek át. (Gépeket, épületeket, hidakat stb. biztonságosan lehet tervezni és építeni kvantummechanikai tudás nélkül.)